# Болимув (гмина)
Болимув (пол. Bolimów) — сельская гмина (волость) в Польше, входит как административная единица в Скерневицкий повет, Лодзинское воеводство. Население — 4035 человек (на 2004 год).

## Соседние гмины
1. Гмина Неборув
2. Гмина Нова-Суха
3. Гмина Пуща-Маряньска
4. Гмина Скерневице
5. Гмина Вискитки